# Valli occitane

Valli occitane del Piemonte
A. Comuni che hanno deliberato la loro appartenenza alla minoranza linguistica occitana.
B. Comuni che hanno deliberato l'appartenenza frazionale alla minoranza linguistica occitana.
C. Comuni che non hanno deliberato la loro appartenenza alla minoranza linguistica occitana.
D. Comuni delle valli che hanno deliberato la loro appartenenza alla minoranza linguistica francoprovenzale.
E. Comuni che hanno deliberato la loro appartenenza alla minoranza linguistica francese.
Altre frontiere
F. Comuni del Marchesato di Dolceacqua ed altre dipendenze della Contea di Nizza.
G. Limite delle Valli occitane.
H. Limite della lingua occitana secondo l’IRES Piemonte, dov'è diversa.
I. Limite della lingua occitana secondo l’IEO, dov'è diversa.
J. Limite nord dell’area linguistica brigasca-roiasca.
K. Limite approssimativo della lingua occitana.
L. Limite approssimativo della lingua occitana antica.
M. Limite della Contea di Nizza.
N. Limite del dipartimento delle Alpi Marittime (1793-1814).
O. Limite dell'antica provincia di Nizza (1859-1860).
P. Limite orientale dell'area non-dittongante
Q. Limite orientale de /bew/ vs /biw/

Le Valli occitane (Valadas occitanas in occitano, Valade ossitan-e in piemontese), alternativamente note come Valli provenzali, sono una serie di vallate del Piemonte sud-occidentale, dove vi sono parlate autoctone di vivaro-alpino, ascritte dunque al gruppo occitano. Secondo i linguisti, esse si trovano nella città metropolitana di Torino e nelle province di Cuneo e di Imperia.
La descrizione di tali valli è duplice: quella risultante dalla legge 482 del 1999 è basata sulle auto-dichiarazioni dei consigli comunali, mentre da alcune fonti scientifiche emerge un quadro ben diverso, frutto di ricerche linguistiche sul campo dall'Ottocento al Novecento.
Secondo le statistiche dell'Ires Piemonte, l'occitano vivaro-alpino o provenzale alpino è oggi conosciuto dal 49,4% della popolazione delle valli, così come definite dalla legge 482/99. Tale numero è risultato da un sondaggio telefonico in lingua italiana, quindi non è stato misurato l'effettivo livello di competenza linguistica provenzale. Tutti i valligiani conoscono comunque l'italiano e, secondo lo stesso sondaggio, il 65,1% di essi parla anche il piemontese.
Molti canali radiofonici locali hanno programmi in occitano . Tra le radio che trasmettono quasi interamente in occitano ci sono
Radio Lenga d'Òc, Radio Occitania e Radio Albiges, tutte in territorio francese, ma con trasmissione anche in podcast. Radio Occitania è una radio associativa tolosana creata nel 1981 per diffondere la cultura occitana  a seguito della legalizzazione da parte di François Mitterrand delle radio libere. Partecipa alla promozione della lingua e della cultura occitana.

## Geografia
Le valli occitane descrivono, fin dal nome, un territorio dall'orografia complessa. Si trovano sul versante occidentale delle Alpi, formato da numerose vallate parallele, intervallate da catene montuose che si sviluppano con andamento E-O. Se la comunicazione diretta tra le singole valli è difficoltosa, le stesse sono facilmente accessibili dalla Pianura Padana. Grazie al Colle della Maddalena e al Colle del Monginevro, che comunicano con il versante ovest delle Alpi, gli abitanti delle alte valli hanno a lungo mantenuto contatti ultramontani, in termini di relazioni sia economiche, che sociali e linguistiche.

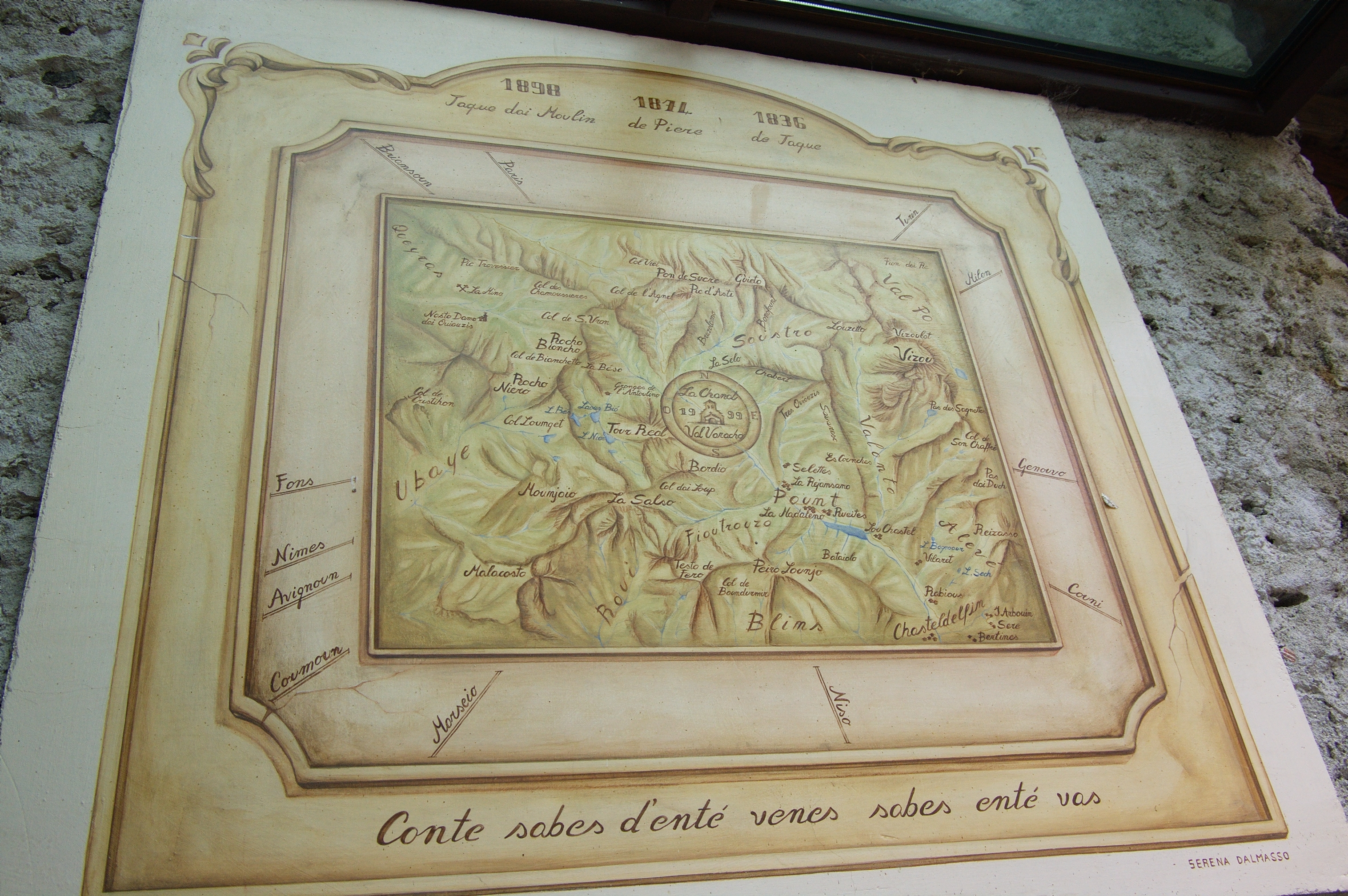
Mappa della Valle Varaita con testo in patois

## Controversie
I confini linguistici definiti dagli studi precedenti alla legge sopra citata erano di gran lunga meno generosi nell'assegnazione all'occitano delle vallate piemontesi, laddove riconoscevano tratti occitani solo nelle alte valli e non ne riconoscevano affatto nei centri più popolosi adiacenti alla pianura, né tantomeno in Provincia di Imperia. Questi studi scientifici segnalavano, inoltre, come in alcune località il patois fosse estremamente debilitato, a causa del declino delle comunità di alta montagna che lo tenevano vivo.
La legge prevedeva che venissero incluse nel programma di tutela quelle circoscrizioni amministrative, in cui la minoranza fosse stanziata storicamente (escludendo quindi le minoranze linguistiche originate da movimenti migratori recenti). L'individuazione del territorio era deliberata dai consigli provinciali, sentiti i comuni interessati, su richiesta di almeno il 15% degli iscritti alle liste elettorali del comune o di un terzo dei consiglieri comunali o, ancora, con un pronunciamento favorevole della popolazione residente nel comune, consultata mediante referendum. Si dovevano quindi unire due elementi nel riconoscimento: il radicamento storico della lingua minoritaria nel territorio e la volontà da parte della popolazione locale o dei suoi rappresentanti.
Di fatto, per le valli occitane, così come sono risultate, sono stati i consigli comunali a deliberare la richiesta di riconoscimento e i consigli provinciali hanno accolto tutte le richieste. Si noti che la popolazione residente nei comuni denominati occitani, così come tutti quelli citati nella legge 482/99, non conosce necessariamente, né è tenuta ad apprendere, la lingua minoritaria. Con l'approvazione della legge è emersa subito, in particolar modo tra i linguisti, una grossa contraddizione: dagli anni 70 del secolo scorso era stata condotta una capillare ricerca linguistica per individuare le aree in cui erano note e utilizzate le diverse parlate locali del Piemonte; ma molti comuni che sono stati riconosciuti come appartenenti a una minoranza linguistica in seguito alla legge del 1999 non risultavano tra quelli in cui tale lingua era utilizzata dalla popolazione alcuni decenni prima, quando, si presume, le parlate locali dovevano risultare più diffuse. Il problema non riguarda solo le amfizone o «zone grigie», ove anche storicamente si potevano trovare frazioni di uno stesso comune in cui si usavano parlate diverse, ma anche comuni palesemente ed unicamente piemontofoni. In una prospettiva politologica, molti comuni hanno chiesto il riconoscimento della minoranza, pur in assenza del radicamento storico della lingua minoritaria, perché, siccome la legge non impone di conoscere ed utilizzare la lingua a coloro che non lo desiderano, è prevalso negli amministratori locali il desiderio di vedersi riconosciuta una qualche specificità, lasciando intravedere l'appartenenza a una «nazione virtuale», oltre che ovviamente per poter accedere ai finanziamenti promessi dalla legge di tutela.
L'opinione degli studi precedenti è stata dichiarata «superata» da occitanisti. Un numero di linguisti, tra i quali Werner Forner, Fiorenzo Toso e Tullio Telmon, considerano del tutto arbitraria la denominazione di "varietà occitane" in riferimento alle parlate di alcune località montane prossime al Monte Saccarello (comune di Briga Alta e Ormea in provincia di Cuneo e comuni di Triora e Olivetta San Michele in provincia di Imperia). Controparti del dibattito sono stati Franco Bronzat, e l'associazione culturale occitanista brigasca A Vastera, che sostengono con forza l'appartenenza culturale alle comunità alpine occitane, anche a prescindere dalle isoglosse linguistiche.

## Elenco dei comunioccitani

### Comuni con presenza patoisant accertata prima della legge 482/99
Si tratta dei comuni che fuori da ogni dubbio hanno ospitato o ospitano tuttora una minoranza autoctona di persone che parlano occitano accanto all'italiano e/o al piemontese.
| Val d'Ols                 | Alta Val di Susa       |
| ------------------------- | ---------------------- |
| Bardonescha               | Bardonecchia           |
| Chsana                    | Cesana Torinese        |
| Chaumont                  | Chiomonte              |
| Las Clavieras             | Claviere               |
| Exilhas                   | Exilles                |
| Ols o Ors                 | Oulx                   |
| Salbertrand               | Salbertrand            |
| Lo Grand Sauze            | Sauze di Cesana        |
| Lo Sauze                  | Sauze d'Oulx           |
| La Sestriera              | Sestriere              |
| Val Cluson                | Alta Val Chisone       |
| Finistrèlas               | Fenestrelle            |
| Praamòl                   | Pramollo               |
| Prajalats                 | Pragelato              |
| Lo Rore                   | Roure                  |
| Usseaus                   | Usseaux                |
| Val San Martin Val Sopata | Val Germanasca         |
| Lo Pomaret                | Pomaretto              |
| Massèl                    | Massello               |
| Lo Perier                 | Perrero                |
| Praal                     | Prali                  |
| Salsa                     | Salza di Pinerolo      |
| Val Pèlis                 | Val Pellice            |
| Angrònha                  | Angrogna               |
| Buèbi                     | Bobbio Pellice         |
| La Tor                    | Torre Pellice          |
| Lo Vialar                 | Villar Pellice         |
| Val Pò                    | Alta Valle Po          |
| Ostana                    | Ostana                 |
| Criçòl                    | Crissolo               |
| Oncin                     | Oncino                 |
| Val Varacha               | Val Varaita            |
| Blins                     | Bellino                |
| Chastèldalfin             | Casteldelfino          |
| Fraisse                   | Frassino               |
| Lo Mèl                    | Melle                  |
| Pont e la Chanal          | Pontechianale          |
| Sant Pèire                | Sampeyre               |
| Valmala                   | Valmala                |
| Venascha                  | Venasca                |
| Val Maira                 | Val Maira              |
| Acelh                     | Acceglio               |
| Chanuelhas                | Canosio                |
| Cartinhan                 | Cartignano             |
| Cèlas                     | Celle di Macra         |
| Elva                      | Elva                   |
| L'Arma                    | Macra                  |
| La Màrmol                 | Marmora                |
| Prats                     | Prazzo                 |
| La Ròcha                  | Roccabruna             |
| Sant Damian               | San Damiano Macra      |
| Estròp                    | Stroppo                |
| Val Grana                 | Valle Grana            |
| Chastèlmanh               | Castelmagno            |
| Montrós / Lo Borgat       | Monterosso Grana       |
| Pradievi                  | Pradleves              |
| Val d'Estura              | Valle Stura di Demonte |
| Aison                     | Aisone                 |
| L'Argentiera              | Argentera              |
| Demont                    | Demonte                |
| Gaiola                    | Gaiola                 |
| Mouiola                   | Moiola                 |
| Peirapuerc                | Pietraporzio           |
| Ritana                    | Rittana                |
| Sambuc                    | Sambuco                |
| Vinai                     | Vinadio                |
| Val Ges                   | Valle Gesso            |
| Entraigas                 | Entracque              |
| Roascha                   | Roaschia               |
| Vaudier                   | Valdieri               |
| Val Vermenanha            | Val Vermenagna         |
| Limoun                    | Limone Piemonte        |
| Lo Vernant                | Vernante               |

### Comuni con presenza patoisant locale estinta
In questi comuni, al netto dell'italiano, la lingua dominante oggi è il piemontese. Nei paesi della Val Chisone in passato erano maggioritarie le comunità valdesi. Chisone, Pellice e Germanasca erano chiamate le "Valli Valdesi" e la parlata locale di ceppo provenzale era un tempo chiamata "lingua valdese", contrapposta a quella dei cattolici, che parlavano piemontese. La Bassa Val Chisone ha vissuto un poderoso sviluppo industriale, in quanto luogo nativo della famiglia Agnelli, e nel corso del Novecento il valdese è regredito dai comuni più trafficati. 
| Val Cluson           | Val Chisone         |
| -------------------- | ------------------- |
| L'Envèrs de Pinascha | Inverso Pinasca     |
| Peirosa              | Perosa Argentina    |
| Pinascha             | Pinasca             |
| Prustin              | Prarostino          |
| Sant Geman           | San Germano Chisone |
| Lhis Vialars         | Villar Perosa       |

### Comunioccitanisoltanto per la legge 482/99
Si tratta dei paesi citati come "occitani" nella legge 482/99, o dall'agenzia per la tutela Chambra d'Oc, senza tuttavia un corpus di studi precedenti alla legislazione, che supportassero tale denominazione. Sono quindi i paesi la cui parlata non è mai stata classificata in precedenza come occitana e nei quali non è mai stato riscontrato il radicamento della minoranza linguistica occitana.
In questi casi la versione provenzale del toponimo talvolta non è presente, oppure si tratta di un esonimo utilizzato dai patoisants delle alte valli in riferimento ai centri di bassa valle, o ancora si tratta della traslitterazione occitana del toponimo piemontese/ligure.
| Val Cluson                  | Alta Val Chisone                  |
| --------------------------- | --------------------------------- |
| Las Pòrtas                  | Porte                             |
| -                           | Pinerolese                        |
| Campilhon e Fenil           | Campiglione-Fenile                |
| Cantaloba                   | Cantalupa                         |
| Frussasc                    | Frossasco                         |
| Pinairòl                    | Pinerolo                          |
| Rolet                       | Roletto                           |
| Sant Pière                  | San Pietro Val Lemina             |
| Sant Segond                 | San Secondo di Pinerolo           |
| Val Pèlis                   | Val Pellice                       |
| Bibiana                     | Bibiana                           |
| Bricairàs                   | Bricherasio                       |
| Luserna e Sant Joan         | Luserna San Giovanni              |
| Lusernèta                   | Lusernetta                        |
| Val Infernòt e Plana Padana | Valle Infernotto e Pianura Padana |
| Barge                       | Barge                             |
| Banhòl                      | Bagnolo Piemonte                  |
| Envie                       | Envie                             |
| Revèl                       | Revello                           |
| Val Po                      | Valle Po                          |
| Brondèl                     | Brondello                         |
| Castelar                    | Castellar                         |
| Gambasca                    | Gambasca                          |
| Martinhana                  | Martiniana Po                     |
| Paisana                     | Paesana                           |
| Panh                        | Pagno                             |
| Rifred                      | Rifreddo                          |
| Sant Frònt                  | Sanfront                          |
| Val Varacha                 | Val Varaita                       |
| Brossasc                    | Brossasco                         |
| Isascha                     | Isasca                            |
| Peasc                       | Piasco                            |
| Rossana                     | Rossana                           |
| Val Maira                   | Val Maira                         |
| Buscha                      | Busca                             |
| Draonier                    | Dronero                           |
| Lou Vilar                   | Villar San Costanzo               |
| Val Grana                   | Valle Grana                       |
| Bernés                      | Bernezzo                          |
| Caralh                      | Caraglio                          |
| Cervasca                    | Cervasca                          |
| Montomal                    | Montemale di Cuneo                |
| Valgrana                    | Valgrana                          |
| Val d'Estura                | Valle Stura di Demonte            |
| Lo Borg                     | Borgo San Dalmazzo                |
| Vinhòl                      | Vignolo                           |
| Val Ges                     | Valle Gesso                       |
| Rocavion                    | Roccavione                        |
| -                           | Monregalese                       |
| Frabosa Sobrana             | Frabosa Soprana                   |
| Frabosa Sotana              | Frabosa Sottana                   |
| Ròborent                    | Roburent                          |
| Ròcafòrt                    | Roccaforte Mondovì                |
| Vilanòva                    | Villanova Mondovì                 |
| Val Pes                     | Valle Pesio                       |
| Bueves                      | Boves                             |
| La Clusa                    | Chiusa di Pesio                   |
| Poranh                      | Peveragno                         |
| -                           | Alta Val Tanaro                   |
| Ra Briga Auta               | Briga Alta                        |
| Viosena                     | Viozene di Ormea                  |
| -                           | Valle Argentina                   |
| Reaud                       | Realdo di Triora                  |
| Verdeja                     | Verdeggia di Triora               |
| -                           | Val Roia                          |
| Auřivéta San Michèe         | Olivetta San Michele              |